# Hickory Valley
Hickory Valley – miasto w Stanach Zjednoczonych, w stanie Tennessee, w hrabstwie Hardeman.